# Ted Nasmith
Ted Nasmith (ur. w 1956 w Goderich) – kanadyjski artysta, malarz, grafik i muzyk, najlepiej znany z ilustracji dzieł angielskiego pisarza i filologa J.R.R. Tolkiena, głównie Silmarillionu, Władcy Pierścieni oraz Hobbita.
Na początku 1999 Peter Jackson zaproponował mu współpracę przy produkcji filmowej trylogii Władcy Pierścieni. Nasmith odmówił ze względu na problemy osobiste.
Nasmith jest członkiem kilku związanych z Tolkienem organizacji, np. The Tolkien Society, Mythopoeic Society i Beyond Bree. Jest także muzykiem, gitarzystą i tenorem Większość jego dorobku jest inspirowana działami Tolkiena. Jego pierwszy komercyjny album, The Hidden Door: Songs in the Key of Enchantment został wydany w 2007. Pracuje także ze swoim przyjacielem Aleksem Lewisem nad projektem Beren and Lúthien: A Song Cycle. Bliski znajomy założycieli The Tolkien Ensemble.